# Boxe nos Jogos Pan-Americanos de 2015 - Peso super-pesado
A categoria super-pesado do boxe nos Jogos Pan-Americanos de 2015 foi disputada entre 19 e 25 de julho no Centro Esportivo Oshawa em Oshawa, Ontário.

## Calendário
Horário local (UTC-4).
| Data        | Horário | Fase             |
| ----------- | ------- | ---------------- |
| 19 de julho | 21:05   | Quartas-de-final |
| 23 de julho | 21:05   | Semifinal        |
| 25 de julho | 20:55   | Final            |

## Medalhistas
| Ouro   | CUB Lenier Pero                     |
| Prata  | VEN Edgar Muñoz                     |
| Bronze | USA Lenroy Thompson BRA Rafael Lima |

## Resultados

### Chave
|  | Quartas-de-final    | Quartas-de-final    | Quartas-de-final |  |  | Semifinal       | Semifinal       | Semifinal       |   |                 | Final           | Final | Final |
|  |                     |                     |                  |  |  |                 |                 |                 |   |                 |                 |       |       |
|  | CUB Lenier Pero     | CUB Lenier Pero     | 3                |  |  |                 |                 |                 |   |                 |                 |       |       |
|  | BAH Kieshno Major   | BAH Kieshno Major   | 0                |  |  | CUB Lenier Pero | CUB Lenier Pero | 2               |   |                 |                 |       |       |
|  | USA Cam Awesome     | USA Cam Awesome     | 2                |  |  | USA Cam Awesome | USA Cam Awesome | 1               |   |                 |                 |       |       |
|  | CAN Simon Kean      | CAN Simon Kean      | 1                |  |  |                 |                 |                 |   | CUB Lenier Pero | CUB Lenier Pero | 2     |       |
|  | BRA Rafael Lima     | BRA Rafael Lima     | 2                |  |  |                 | VEN Edgar Muñoz | VEN Edgar Muñoz | 1 |                 |                 |       |       |
|  | ISV Clayton Laurent | ISV Clayton Laurent | 1                |  |  | BRA Rafael Lima | BRA Rafael Lima | 1               |   |                 |                 |       |       |
|  | MEX Édgar Ramírez   | MEX Édgar Ramírez   | 0                |  |  | VEN Edgar Muñoz | VEN Edgar Muñoz | 2               |   |                 |                 |       |       |
|  | VEN Edgar Muñoz     | VEN Edgar Muñoz     | 3                |  |  |                 |                 |                 |   |                 |                 |       |       |
|  |                     |                     |                  |  |  |                 |                 |                 |   |                 |                 |       |       |
|  |                     |                     |                  |  |  |                 |                 |                 |   |                 |                 |       |       |